# Черварезе-Санта-Кроче
Черварезе-Санта-Кроче (італ. Cervarese Santa Croce, вен. Çervarese Santa Crose) — муніципалітет в Італії, у регіоні Венето, провінція Падуя.
Черварезе-Санта-Кроче розташоване на відстані близько 400 км на північ від Рима, 55 км на захід від Венеції, 16 км на захід від Падуї.
Населення — 5690 осіб (2014).

## Демографія
Населення за роками:

Станом на 1 січня 2023 року в муніципалітеті офіційно проживало 275 іноземців з 31 країни, серед них 99 громадян країн Євросоюзу та 12 громадян України.

## Сусідні муніципалітети
- Монтегальда
- Монтегальделла
- Роволон
- Сакколонго
- Теоло
- Веджано